# Chrotta
Chrotta, crota, rota, rotta, crwth – strunowy instrument muzyczny z grupy chordofonów smyczkowych, rodzaj liry o płaskim, podłużnym pudle rezonansowym. Dwa wystające ramiona złączone są u szczytu poprzeczką z kołkami do strun. Liczba strun waha się od 2 do kilkunastu. Są one skracane przez dotykanie paznokciami (technika paznokciowa).
W różnych okresach występowała w odmiennych formach. W najwcześniejszej wersji w szerszym końcu trapezoidalnego korpusu rezonansowego, wycięty był owalny otwór. W Polsce znana była od wczesnego średniowiecza. W XV wieku wyszła z użycia.
Odmianą chrotty jest crwth, która ma dodatkowe trzecie ramię pełniące funkcję szyjki. Początkowo struny były szarpane; od XI wieku pocierane smyczkiem. W XIII wieku dodano podstrunnicę. Początkowo miała dwie pary strun; W XV wieku dodano obok podstrunnicy koleją parę. Struny sopranowe (na podstrunnicy) używano do grania melodii, pozostałe – akompaniujące – sporadycznie pocierano smyczkiem lub szarpano. W Walii używana była jeszcze na początku XIX wieku.